# Должонки
Должонки — село в Сосковском районе Орловской области России.
Входит в Мураевское сельское поселение в рамках организации местного самоуправления и в Мураевский сельсовет в рамках административно-территориального устройства.

## География
Расположено в 15 км юго-востоку от райцентра, села Сосково, и в 53 км к юго-западу от центра города Орёл.

## История
Село Должонки (Должёнки) ранее относилось ко 2-му Благочинническому округу Кромского уезда Орловской губернии Российской империи.

## Население
| 2002 | 2010 |
| ---- | ---- |
| 272  | ↘184 |

Согласно результатам переписи 2002 года, в национальной структуре населения русские составляли 100 % от жителей.